# Castell d'en Planes
Castell d'en Planes és una fortificació de Vic (Osona) declarada Bé Cultural d'Interès Nacional.

## Descripció
Fortificació. Ara una obra moderna bastida la dècada dels seixanta del segle xx, sobre la base d'una fortificació d'època carlista del segle xix.